# Teenage Mutant Ninja Turtles krantenstrip
De Teenage Mutant Ninja Turtles krantenstrip is een stripreeks gebaseerd op de gelijknamige stripfiguren van Mirage Comics die werd afgedrukt in meerdere kranten. De strip werd gemaakt door Dan Berger en geproduceerd door Creator's Syndicate.
De krantenstrip begon op 10 december 1990 en verscheen dagelijks. Van maandag t/m vrijdag bevatte de strip een verhaal dat meestal van dag op dag doorliep. In de weekenden bevatte de strip vooral puzzels en later ook fantekeningen.
Op zijn hoogtepunt verscheen de strip in 250 kranten. In 1996 werd de stripreeks echter stopgezet.
Voor zover bekend zal er geen stripboek uitkomen met een collectie van alle krantenstrips.